# آرتور فورتنت
آرتور فورتنت (انگلیسی: Arthur Fortant; ۱ ژانویهٔ ۱۸۳۸ – ۱۹۰۱) پرسنل نظامی اهل فرانسه بود. با آغاز جنگ بوشین، و اعلام بی‌طرفی قدرت‌های خارجی، فورتنت ترجیح داد که از ارتش فرانسه استعفا دهد و جنگ را در کنار باکوفو (شوگون) ادامه دهد.
وی در نبرد هاکوداته شرکت کرد، که در آن فرمانده یکی از چهار هنگ ژاپنی بود.